# 12069 Michaelbruno
A 12069 Michaelbruno (ideiglenes jelöléssel (12069) 1998 FC59) a Naprendszer kisbolygóövében található aszteroida. A LINEAR projekt keretében fedezték fel 1998. március 20-án.

## Kapcsolódó szócikk
- Kisbolygók listája (12001–12500)